# Edgard de Souza
Edgard de Souza (São Paulo, 1962) is een Braziliaanse beeldhouwer en installatiekunstenaar.

## Leven en werk
De Souza kreeg zijn kunstopleiding aan de Faculdade de Artes Plásticas van de Fundação Armando Álvares Penteado in São Paulo en is sinds het begin van de tachtiger jaren werkzaam als beeldhouwer in hout en brons, maar ook als fotograaf, schilder en objectkunstenaar. Hij exposeerde tijdens de Salão Paulista de Arte Contemporânea in São Paulo van 1984, 1985 en 1986 en vertegenwoordigde Brazilië bij de Biënnale van São Paulo in 1998. De Souza kreeg in 2001 een overzichtstentoonstelling in het Museu de Arte de Pampulha in Belo Horizonte en in 2004 een retrospectieve expositie "A voluta e outros trabalhos" in de Pinacoteca do Estado de São Paulo in São Paulo.
De kunstenaar woont in werkt in São Paulo.

## Instituto Cultural Inhotim
De Souza maakte voor het Beeldenpark van het Centro de Arte Contemporânea Inhotim in Brumadinho de uit drie delen bestaande bronzen beeldengroep Sem Título (2000, 2002 en 2005).
Twee andere werken van De Souza in het beeldenpark zijn eveneens getiteld: Sem Título

## Fotogalerij

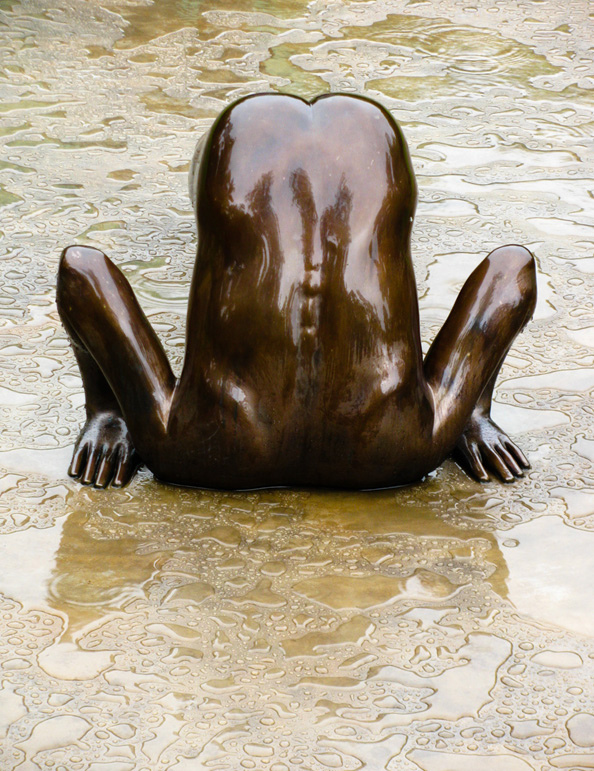
Onderdeel van de 3-delige beeldengroep Sem Título
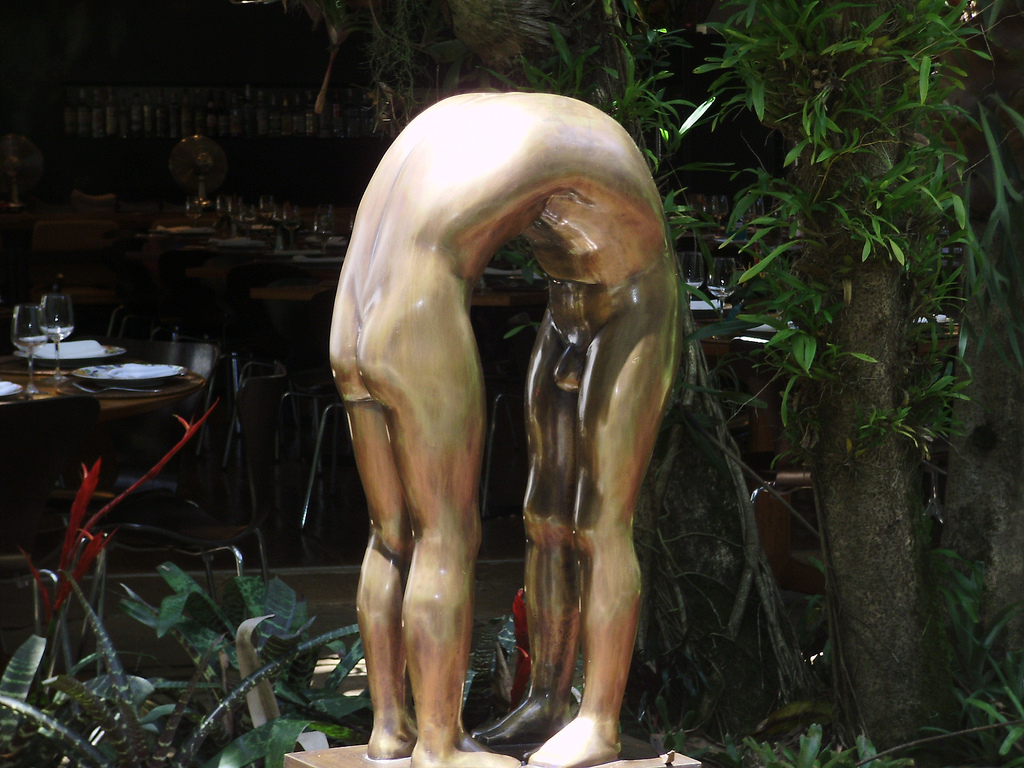
Sem Título, Inhotim